# Devon (grofovija)
Devon je velika grofovija u jugozapadnoj Engleskoj. Grofovija se ponekad naziva Devonshire, iako se termin rijetko koristi unutar same grofovije.
Devon graniči s Cornwallom na zapadu, te s grofovijama Dorset i Somerset na istoku. Njegova južne obale se nalaze na Engleskom kanalu, a sjeverne obale izlaze na Bristolski kanal. Naziv "Devon" potječe iz kraljevstva Dumnonia, koje je bilo dom keltskih plemena koja su bila naseljena na britanskom poluotoka u vrijeme rimske invazije 43. godine pr. Kr.
Devon je četvrta po veličini engleska grofovija i ima 1.141.600 stanovnika. Glavni grad je Exeter. Plymouth je najveći grad u Devonu. Velik dio županije je ruralno područje (uključujući i nacionalni park), s niskom gustoćom naseljenosti za britanske standarde. 
UNESCO-ova Svjetska baština obuhvaća jedinstvenu Jursku obalu koja predstavlja kontinuirani geološki razvoj kroz cijeli mezozoik (trijas, jura i kreda), oko 185 milijuna godina povijesti Zemlje. Braunton Burrows je UNESCO-ov rezervat biosfere, kompleks pješčanih sipina u sjevernom dijelu grofovije. Dartmoor i Exmoor su dva nacionalna parka. Devon je područje primorskih i povijesnih gradova, ruralnog krajolika i blaga klima.

## Vanjske poveznice
|  | Zajednički poslužitelj ima još gradiva o temi Devon (grofovija) |

- Devon County Council